# Kanaren-Spitzmaus
Die Kanaren-Spitzmaus (Crocidura canariensis) ist eine Spitzmausart aus der Gattung der Weißzahnspitzmäuse (Crocidura). Sie ist auf den östlichen Kanarischen Inseln endemisch. Die Art wurde 1985 von Rainer Hutterer bei La Tiscamanita, nördlich von Tuineje auf Fuerteventura entdeckt und 1987 wissenschaftlich beschrieben.

## Merkmale
Die Kanaren-Spitzmaus erreicht eine Kopf-Rumpf-Länge von 5,4 bis 7,4 cm, eine Schwanzlänge von 3,1 bis 4,8 cm und ein Gewicht von 6 bis 9,5 g. Das Fell ist überwiegend einfarbig schokoladenbraun. Am Rücken ist es dunkel graubraun. An der Unterseite ist es ebenfalls dunkel. Die Haarspitzen sind jedoch weißlich und lassen das Fell gesprenkelt erscheinen. Die Kanaren-Spitzmaus hat große Ohren und einen langen Schwanz, der mit weißlichen Haaren bedeckt ist. Die Ohren und die Beine erscheinen heller als der übrige Körper, da diese ebenfalls mit feinen, weißen Haaren bedeckt sind. Im Gegensatz zu mehreren anderen Vertretern der Weißzahnspitzmäuse hat die Kanaren-Spitzmaus keine vergrößerten Vorderkrallen. Die Zahnformel lautet I 3/1 - C 1/1 - P 1/1 - M 3/3. Der Karyotyp beträgt (2n)=36.

## Verbreitungsgebiet

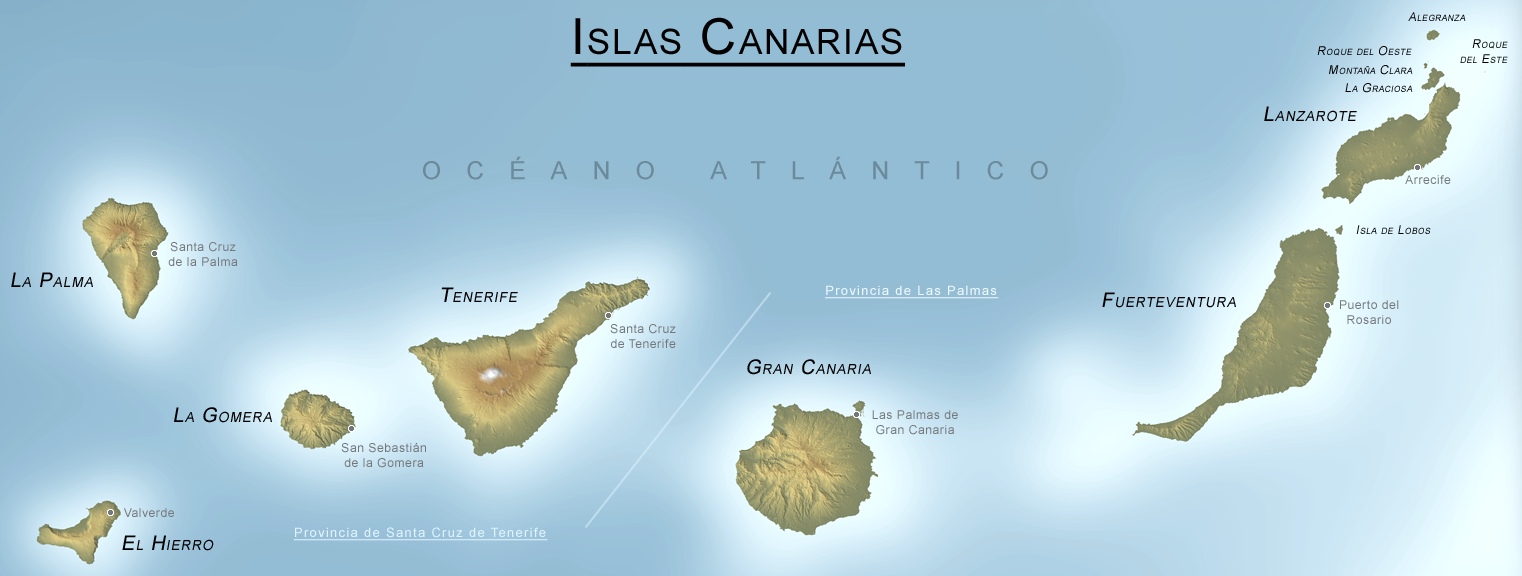
Die Kanaren-Spitzmaus lebt nur auf einigen der östlich gelegenen Inseln des Vulkanarchipels

Die Kanaren-Spitzmaus kommt auf den Inseln Lanzarote, Fuerteventura, Lobos und Montaña Clara vor. Das Verbreitungsgebiet umfasst eine Fläche von weniger als 5000 km². In den 1990er-Jahren zu Tage geförderte Fossilien deuten darauf hin, dass diese Art in der Vergangenheit auch auf La Graciosa und Alegranza existiert hat. Da sie aber nie auf einer der beiden Inseln gefangen wurde, wird angenommen, dass sie dort vor langer Zeit ausgestorben ist. Knochenreste von Kanaren-Spitzmäusen, die in Eulengewöllen auf La Graciosa und Alegranza entdeckt wurden, sind höchstwahrscheinlich das Ergebnis der Wanderungen der Eulen zwischen den Inseln.

## Lebensraum

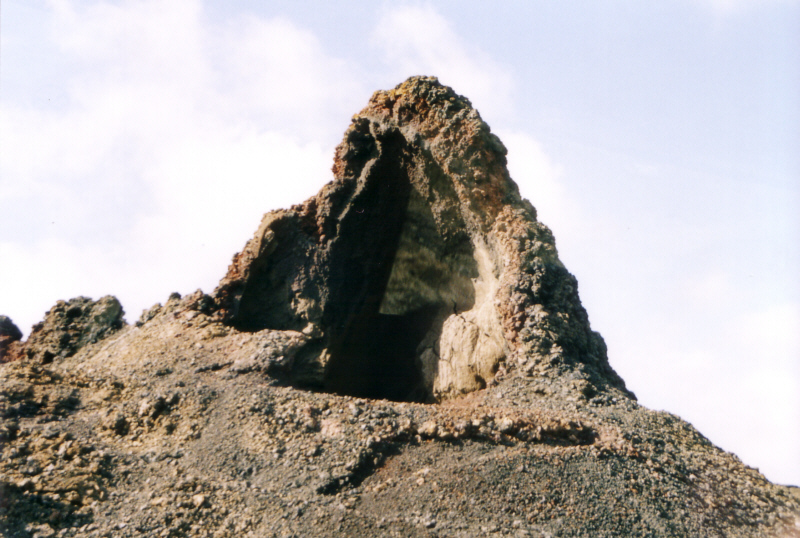
300 Jahre altes Lavageröll im Biosphärenreservat von Timanfaya auf Lanzarote - ein Lebensraum der Kanaren-Spitzmaus

Der Lebensraum umfasst die Malpais, die öden Lavafelder, auf denen kaum oder keine Vegetation vorhanden ist. Ferner bewohnt die Kanaren-Spitzmaus Gärten und verlassenes Ackerland in der Nähe der Lavafelder sowie felsige und sandige Gebiete. Auf Montaña Clara ist ihr Vorkommen auf eine einzige Sanddüne beschränkt.

## Lebensweise
Die Kanaren-Spitzmaus ist sehr gut an die heißen und trockenen Bedingungen der Lavafelder (spanisch als Malpais bezeichnet) angepasst. Sie nutzt Lavatunnel, die in einem kleinen Umfang Schutz vor der Witterung bieten. Dies ermöglicht es der Kanaren-Spitzmaus, bei Oberflächentemperaturen von 60 Grad Celsius zu überleben.
Die Kanaren-Spitzmaus ernährt sich hauptsächlich von Insekten und Schnecken in den Lavaröhren, jedoch variiert ihre Nahrung zwischen den verschiedenen Populationen. Auf Montaña Clara besteht die Hauptnahrung neben Seevogelkadavern aus der Ostkanareneidechse (Gallotia atlantica), einer kleinen Echse, die weniger als sieben Gramm wiegt. Die Kanaren-Spitzmaus gehört zu den wenigen Spitzmausarten, die Gift verwenden, um ihre Beute bewegungsunfähig zu machen. Die Wirkung des Giftes auf die Ostkanareneidechse wurde ausführlich untersucht. Wenn die Kanaren-Spitzmaus auf eine Ostkanareneidechse trifft, greift sie durch einen schnellen Sprung an und beißt der Eidechse in den Hals. Hierdurch wird ein Nervengift injiziert, das die Eidechse sehr schnell bewegungsunfähig macht und sie für 24 Stunden oder länger lähmt. Die Kanaren-Spitzmaus ist in der Lage, die gesamte Eidechse in weniger als einer Stunde zu verzehren, einschließlich der Beine und Innereien. Spitzmäuse, die zuvor Nahrung zu sich genommen haben, tragen ihre Beute fort und verstecken sie zwischen den Felsen, um später zurückzukehren. Dies ist eine wichtige Strategie, um in einer Umgebung mit unsicheren Ressourcen zu überleben.
Die Lebensweise der Kanaren-Spitzmaus ist heimlich. Sie verbringt den größten Teil des Tages unter Steinen versteckt in einem ausgekratzten Hohlraum. Sie ist jedoch in der Lage, sich sehr schnell und wendig zu bewegen, wenn sie gestört wird. Die Kanaren-Spitzmaus ist sehr ruhig und gibt kaum Lautäußerungen von sich. Die Hausspitzmaus (Crocidura russula) ist dagegen bei vielen Gelegenheiten zu hören.
Im Gegensatz zu anderen Säugetieren von ähnlicher Größe produziert die Kanaren-Spitzmaus kleine Würfe, die aus ein bis drei Jungtieren bestehen. Die Tragzeit beträgt gewöhnlich 32 Tage. Kanaren-Spitzmäuse werden nackt und blind geboren und wiegen bei der Geburt ungefähr ein Gramm. Nach elf bis zwölf Tagen können die Jungtiere laufen und sie werden gestillt, bis sie 23 Tage alt sind. Eine Kanaren-Spitzmaus, die in freier Wildbahn gefangen wurde, lebte fünf Jahre in menschlicher Obhut.

## Bestand und Bedrohung

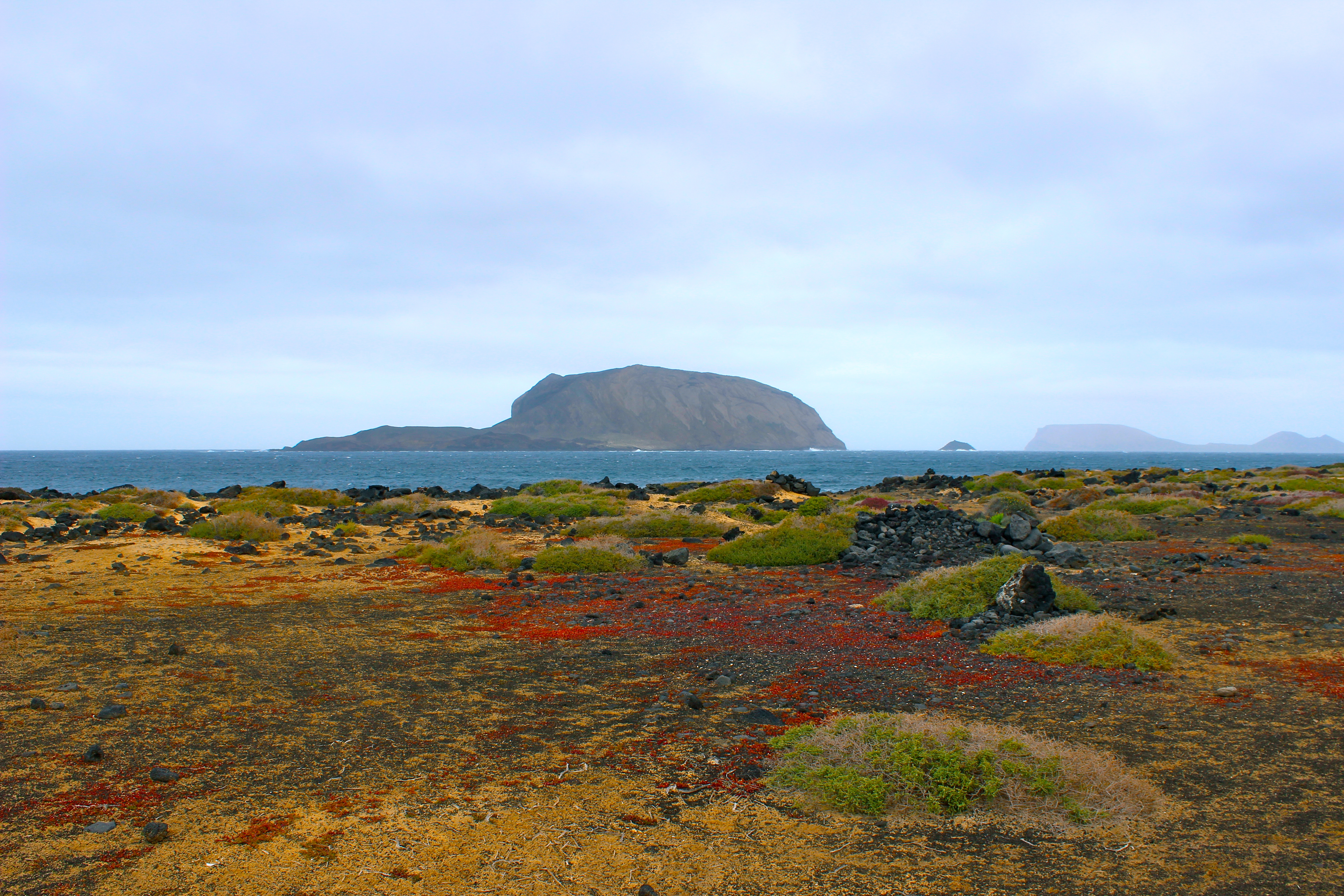
Auf der kleinen unbewohnten Insel Montaña Clara leben vermutlich weniger als 100 Exemplare der Kanaren-Spitzmaus

Die IUCN stuft die Kanaren-Spitzmaus in die Kategorie „stark gefährdet“ (endangered) ein. Die Anzahl der Individuen und der Bestandstrend sind unbekannt. Montaña Clara hat eine winzige Population, die vermutlich weniger als 100 Exemplare umfasst. Der Lebensraum der Kanaren-Spitzmaus ist aufgrund von menschengemachter Zerstörung und der Ausbreitung von natürlichen Barrieren gravierend fragmentiert. Die Art hat eine stark eingeschränkte Verbreitung. Rasche Verstädterung und der Ausbau der Infrastruktur innerhalb und in der Umgebung des Verbreitungsgebietes führten zu einem Verlust und der Zerstückelung von geeignetem Lebensraum. Austrocknung stellt ebenfalls ein Problem dar. Verwilderte Hauskatzen machen gelegentlich Jagd auf die Kanaren-Spitzmaus. Andere eingeschleppte Arten, wie z. B. Ratten und Mäuse sind ebenfalls auf den Inseln präsent. Es ist jedoch nicht bekannt, ob sie die Bestände der Kanaren-Spitzmaus beeinträchtigen. Die Kanaren-Spitzmaus ist in Anhang II der Berner Konvention und in Anhang IV der Fauna-Flora-Habitat-Richtlinie der Europäischen Union gelistet. Sie kommt in mehreren Nationalparks auf Fuerteventura vor, jedoch ist weitere Forschungsarbeit notwendig, um die Umwelt- und Naturschutzanforderungen zu ermitteln.

## Systematik
Auf der Grundlage von Unterkiefermaßen wurde argumentiert, die Kanaren-Spitzmaus als Unterart der Sizilianischen Spitzmaus (Crocidura sicula) zu behandeln. Jedoch gibt es morphologische, ökologische, paläontologische und molekulare Belege, die den Artstatus unterstützen. Die genetische Distanz zwischen C. canariensis und C. sicula legt nahe, dass sich beide Arten vor etwa 5 Millionen Jahren auseinanderentwickelt haben.